# 黑特林根
黑特林根是德国石勒苏益格－荷尔斯泰因州的一个市镇。总面积24.10平方公里，总人口1326人，其中男性652人，女性674人（2011年12月31日），人口密度55人/平方公里。